# Schlacht bei Gransee
In der Schlacht bei Gransee trafen im August 1316 während des Norddeutschen Markgrafenkrieges die Truppen der verfeindeten Kriegsparteien unweit des Bauerndorfes Schulzendorf aufeinander. Dies waren auf der einen Seite die verbündeten Truppen des Fürstentums Mecklenburg, der Herrschaft Werle, des Königreichs Dänemark und anderer norddeutscher Fürsten und auf der anderen Seite die Truppen des Markgrafen von Brandenburg und deren Verbündete. Der Ausgang der Schlacht hatte auf den weiteren Verlauf der gesamten Auseinandersetzung entscheidenden  Einfluss. Im Spätherbst des folgenden Jahres, am 25. November 1317, wurde im Frieden von Templin der Krieg weitestgehend auf dem Status quo beigelegt.

## Vorgeschichte
Als Auslöser des Unterkonflikts, der ein Teil des großen Unterwerfungsversuchs der Seestadt Stralsund war, galt der Erbstreit um die Herrschaft Stargard nach dem Tod der Markgrafentochter Beatrix von Brandenburg, der verblichenen Gattin Heinrichs II. von Mecklenburg, im Jahr 1314. Die Markgraf Waldemar von Brandenburg fordert das Land Stargard als erloschenes Lehen und Leibgedinge zurück. Die Mecklenburger Fürsten beantworteten ihrerseits ständige Überfälle des Brandenburger Markgrafen Waldemar des Großen im Jahr 1316 mit mehreren Einfällen in den Norden der Mark Brandenburg unter Führung des Johann von Werle, der zuvor auf der Seite Waldemars kämpfte, nordwestlich von Neubrandenburg aber in mecklenburgische Gefangenschaft geriet und zum Seitenwechsel gezwungen wurde. Als das mecklenburgisch-dänische Koalitionsheer erneut unter Führung Heinrich II. von Mecklenburg, genannt „der Löwe“, mit seinen Truppen die Grenze nordwestlich von Gransee überschritt und in das Hoheitsgebiet der Mark Brandenburg einfiel, sammelte der brandenburgische Markgraf Waldemar sein Heer in und bei der Stadt Gransee, um sich den Feinden entgegenzustellen.

## Verlauf
Die Brandenburger Truppen, meist schwer gerüstete Reiter, waren den zu beträchtlichen Teilen aus Fußtruppen bestehenden mecklenburgisch-dänischen Truppen vermeintlich stark überlegen. In alten Überlieferungen mecklenburgischer Herkunft wurde im patriotischen Überschwang und heroisierender Überhöhung gar von einer vierfachen personellen Überlegenheit der Brandenburger und ihrer Bündnispartner geschrieben. Um diesen quantitativen Nachteil auszugleichen, entschlossen sich die Mecklenburgischen Fürsten und ihre Verbündeten zu einem Überraschungsangriff auf die Brandenburger Truppen, wobei sie auf Anraten Johann von Werles aus dem Walddickicht kommend das Mühlenfließ bei Schulzendorf überquerten. Dieses Fließ, dass sich noch heute in nahezu unverändertem Verlauf entlang der südlichen Waldlichtung des sogenannten Unterbusch entlang schlängelt, trieb dereinst die Wassermühle zu Rauschendorf an und floss von dort weiter bis in den Granseer Geronsee.
Im Kampf erwiesen sich gerade die Fußtruppen als entscheidende Kraft der Angreifer. Waren die Ritter in ihren Rüstungen einmal aus dem Sattel gehoben, zeigten sie sich im Bodenkampf sehr eingeschränkt und den Fußtruppen unterlegen. Die Brandenburger und ihre Verbündeten gerieten nach mehrere Stunden andauerndem erbittert geführten Kampf in Bedrängnis. Heinrich der Löwe wurde zwar in der Anfangsphase der Schlacht durch einen Axthieb auf den Kopfhelm verletzt und musste vorübergehend aus dem Felde geschafft werden. Er konnte aber bald wieder ins Geschehen eingreifen. Auf brandenburgischer Seite wurden sieben Grafen, darunter Albrecht V. von Wernigerode und der Graf von Mansfeld, gefangen genommen. Der Markgraf Waldemar entging dieser Gefangenschaft knapp, da ihn der Graf von Mansfeld den Händen seiner Häscher entriss und sich seinerseits opferte. Markgraf Waldemar und seine Mannen ergriffen ungeordnet die Flucht und suchten Schutz hinter den hohen Mauern der „festen Stadt“ Gransee, die Fontane später als die wohl festeste der Grafschaft Ruppin bezeichnete. Auf mecklenburgisch-dänischer Seite geriet Johann II. von Holstein-Kiel, der Halbbruder des dänischen Königs Christoph I., in Gefangenschaft. Die gefangenen Adligen galten für beide Seiten als Faustpfand in den Friedensverhandlungen.
Die siegreichen Verbündeten zogen sich über Rheinsberg und Wesenberg auf mecklenburgisches Gebiet nach Buchholz zurück.

## Ergebnisse
Nach der Schlacht bei Gransee folgten noch im gleichen Jahr Verhandlungen, so unter anderem in Zehdenick, welche 1317 zum Frieden von Templin führten. Markgraf Waldemar musste den Erfolg der Koalition norddeutscher Fürsten und Dänemarks akzeptieren. Die Herrschaft Stargard verblieb und gehörte fortan dauerhaft zu Mecklenburg. Mit dem Tod von Waldemar und seinem unmündigen Vetter Heinrich erlosch zudem 1319/20 das Haus der Askanier in Brandenburg.

### Gegenwart
Anlässlich des 700. Jahrestages der Schlacht bei Gransee begingen das Amt Gransee und Gemeinden, die Gemeinde Sonnenberg und der Ortsteil Schulzendorf gemeinsam mit dem Stargarder Burgverein am 30. Juli 2016 einen Festakt. Hierbei wurden ein Gedenkstein von der Feldmark Schulzendorf, ein Schild mit Panoramablick auf das historische Schlachtfeld und eine Informationstafel enthüllt und ein am künftigen Radweg Gransee–Neuglobsow gelegener Gedenk- und Rastplatz nahe Schulzendorf eingeweiht. Er trägt den Namen Historisches Schlachtfeld 1316.